# بويان بتريتش
بويان بتريتش هو لاعب كرة قدم بوسني في مركز الدفاع، ولد في 29 نوفمبر 1984 في سلافونسكي برود في كرواتيا. لعب مع نادي بوراتس بانيا لوكا.

## وصلات خارجية
- بويان بتريتش على موقع قاعدة بيانات كرة القدم.إي يو (الإنجليزية)
- بويان بتريتش على موقع Soccerway.com (الإنجليزية)